# Luka Karabatić
Luka Karabatić (Strasbourg, 19 de abril de 1988) é um handebolista profissional francês, de origem sérvia, medalhista olímpico

## Carreira
Luka Karabatić integrou a Seleção Francesa de Handebol no Rio 2016, conquistando a medalha de prata.
Luka é irmão do tambem handebolista internacional Nikola Karabatić.